# Don Edwards (Politiker)

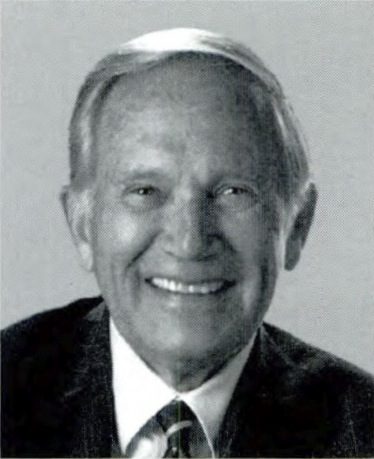
Don Edwards (1993)

William Donlon „Don“ Edwards (* 6. Januar 1915 in San José, Kalifornien; † 1. Oktober 2015 in Carmel, Kalifornien) war ein US-amerikanischer Politiker. Zwischen 1963 und 1995 vertrat er den Bundesstaat Kalifornien im US-Repräsentantenhaus.

## Werdegang
Don Edwards besuchte die öffentlichen Schulen seiner Heimat und studierte danach bis 1936 an der Stanford University. Nach einem anschließenden Jurastudium an derselben Universität wurde er 1940 als Rechtsanwalt zugelassen. In den Jahren 1940 und 1941 arbeitete er als Sonderermittler (Special Agent) für das FBI. Während des Zweiten Weltkrieges diente Edwards zwischen 1942 und 1945 in der US Navy, wo er zeitweise in deren Geheimdienst arbeitete. Zwischen 1951 und 1975 war er Präsident der Firma Valley Title Co. Gleichzeitig schlug er als Mitglied der Demokratischen Partei eine politische Laufbahn ein. In den Jahren 1964 und 1968 war er Delegierter zu den jeweiligen Democratic National Conventions.
Bei den Kongresswahlen des Jahres 1962 wurde Edwards im neunten Wahlbezirk von Kalifornien in das US-Repräsentantenhaus in Washington, D.C. gewählt, wo er am 3. Januar 1963 die Nachfolge von J. Arthur Younger antrat. Nach 15 Wiederwahlen konnte er bis zum 3. Januar 1995 insgesamt 16 Legislaturperioden im Kongress absolvieren. Von 1975 bis 1993 vertrat er dort als Nachfolger von Charles S. Gubser den zehnten Wahlbezirk seines Staates und seit 1993 war er für den 16. Distrikt im Kongress. Hier trat er die Nachfolge von Leon Panetta an. In seine Zeit als Kongressabgeordneter fielen unter anderem die Endphase der Bürgerrechtsbewegung, der Vietnamkrieg und die Watergate-Affäre. 23 Jahre lang war Edwards Vorsitzender des Unterausschusses für Bürgerrechte (Subcommittee on Civil Liberties and Civil Rights). Er war außerdem an der Durchführung von zwei Amtsenthebungsverfahren gegen Bundesrichter beteiligt. Einer war der spätere Kongressabgeordnete Alcee Hastings aus Florida. Der andere war Walter Nixon, bis dahin Bundesrichter im südlichen Teil des Staates Mississippi.
Im Jahr 1994 verzichtete Don Edwards auf eine weitere Kandidatur. Er war mit Edith Wilkie Edwards verheiratet, die vor ihm starb. Edwards starb am 1. Oktober 2015 im Alter von 100 Jahren in seinem Zuhause im kalifornischen Carmel.